# Tururu
Tururu este un oraș în statul Ceará (CE) din Brazilia.